# بزرگراه آبی (مسیر گردشگری)
بزرگراه آبی (انگلیسی: Blue Highway) (به نروژی: Blå vegen) (به سوئدی: Blå vägen) (به فنلاندی:  Sininen tie) (به روسی: Голубая дорога) مسیر گردشگری بین‌المللی از نروژ از طریق سوئد و فنلاند به روسیه است.